# Legio I (Pompeo)
La legio I era un'unità militare romana di epoca tardo repubblicana, che fu arruolata da Gneo Pompeo Magno nella Gallia Cisalpina nell'anno di consolato del 55 a.C. Fu inviata in Gallia al suocero e triumviro, Gaio Giulio Cesare, nel 53 a.C. Qui combatté nella difficile e determinante battaglia di Alesia che portò alla sottomissione definitiva delle genti galliche. Cesare potrebbe aver modificato il suo "numero I", attribuendole il VI, avendo lo stesso a disposizione tutte le legioni dalla VII alla XV. Nell'inverno del 52-51 a.C. i suoi hiberna furono posti nei pressi di Bibracte, mentre in quello successivo tra i Belgi.
Nel 50 a.C. fu restituita a Pompeo, insieme alla legio XV (tornando all'originario numero "I"), per preparare una campagna contro i Parti, e trascorse l'inverno del 50/49 a.C. a Capua. Con lo scoppio della guerra civile nel 49 a.C. fu trasferita da Brindisi in Macedonia. Qui prese parte alla successiva battaglia di Farsalo del 48 a.C. dove Pompeo fu sconfitto, in seguito alla quale potrebbe essere stata sciolta.
Vi sarebbero però indizi che la videro raggiungere la Spagna, dove potrebbe aver preso parte alla battaglia di Munda del 45 a.C. tra le file dei Pompeiani. Lo scontro fu durissimo e la legione potrebbe essere stata distrutta o i superstiti, arruolati nella legio I di Cesare.